# Uchtdorf
Uchtdorf – dawna gmina w Niemczech, od 31 maja 2010 roku dzielnica miasta Tangerhütte, w kraju związkowym Saksonia-Anhalt, w powiecie Stendal. Liczy 293 mieszkańców.